# Скосырев, Сергей
Сергей Скосырев (латыш. Sergejs Skosirevs; 18 ноября 1958, Усть-Каменогорск, Казахская ССР, СССР) — советский и латвийский хоккеист, нападающий, вице-чемпион СССР (1988), хоккейный тренер.

## Биография
Воспитанник усть-каменогорского хоккея.
С 1980 года играл в рижском «Динамо». В 200 матчах чемпионата СССР забил 58 шайб и сделал 39 результативных передач. В 1988 году стал вице-чемпионом СССР.
В 1986 году заочно окончил Латвийский государственный институт физической культуры в Риге.
После развала СССР стал гражданином Латвии. В чемпионате Латвии провел 20 игр, набрав 15+11 очков. В сезоне 1991/92 играл в Польской Экстраклассе.

## Достижения
- 2 место в чемпионате СССР — 1988